# Knightina
Knightina is een geslacht van uitgestorven kreeftachtigen uit de klasse van de Ostracoda (mosselkreeftjes).

## Soorten
- Knightina allerismoides (Knight, 1928) Kellett, 1933 †
- Knightina bassleri Kellett, 1933 †
- Knightina confluens (Bradfield, 1935) Crasquin-Soleau in Crasquin-Soleau & Orchard, 1994 †
- Knightina fidlari Payne, 1937 †
- Knightina harltoni Kellett, 1933 †
- Knightina hextensis (Harlton, 1929) Kellett, 1933 †
- Knightina hinomataensis Ishizaki, 1967 †
- Knightina hungarica Kozur, 1985 †
- Knightina incurva Kellett, 1933 †
- Knightina macknighti Sohn, 1954 †
- Knightina menardensis (Harlton, 1929) Kellett, 1933 †
- Knightina morganuga Ramsbottom, 1952 †
- Knightina multicarinata Kozur, 1991 †
- Knightina neglecta Croneis & Gale, 1939 †
- Knightina perplexa (Roth, 1929) Kellett, 1933 †
- Knightina reticulata Hou, 1954 †
- Knightina texana (Harlton, 1928) Kellett, 1933 †
- Knightina tulensis Posner, 1951 †
- Knightina votadiniae Robinson, 1978 †
- Knightina wewokana (Warthin, 1930) Melnyk & Maddocks, 1988 †